# Unhocomo
Unhocomo ist eine Insel im Westen des Bissagos-Archipels. Sie liegt vor der Küste Guinea-Bissaus im Atlantischen Ozean in unmittelbarer Nähe der Westküste der nördlichen Hälfte Afrikas.
Administrativ gehört die Insel seit 2004 zum Sektor Uno, vorher zum Sektor Caravela. Unhocomo ist 104 km² groß und hat 678 Einwohner.
Nördlich der Insel liegt die Insel Caravela und östlich von ihr liegen die Inseln Unhocomozinho und Uno.